# Fulvè
El fulvè o fulvé o metilenciclopentadiè és un compost orgànic cíclic format per cinc carbonis enllaçat en cercle amb dos dobles enllaços alternats i amb el cinquè carboni unit amb un enllaç doble a un carboni extern al cicle.
El fulvè fou sintetitzat per primera vegada el 1900 per part del químic alemany F.K. Johannes Thiele (1865-1918). Mitjançant la reacció de condensació d'aldehids i cetones amb ciclopentadiè i en presència d'alcòxids obtingué el fulvè i derivats amb grups alquils substituint els àtoms d'hidrogen del carboni extern. Pel fulvè la síntesi de Thiele empra formaldehid i ciclopentadiè:
{\displaystyle {\ce {C5H6 + HCOH -> C4H4C=CH2 + H2O}}}
Thiele anomenà «fulvè» aquest compost pel color brillant dels seus derivats i que prové del llatí fulvus ‘daurat fosc’. Presenta l’aspecte d’un oli groc, i es polimeritza ràpidament.